# پالوما سلا
پالوما سِـلا (اسپانیایی: Paloma Cela‎؛ ‏ ۴ مارس ۱۹۴۳ – ۳۰ مارس ۲۰۱۹) بازیگر و مدل اهل اسپانیا بود.
از فیلم‌هایی که وی در آن نقش داشته‌است، می‌توان به تورنته ۲: مأموریت در ماربیا اشاره کرد.